# Hydrolaetare schmidti
Hydrolaetare schmidti (tên tiếng Anh: Hydrolaetare De Schmidt) là một loài ếch thuộc họ Leptodactylidae. Loài này có ở Brasil, Colombia, Guyane thuộc Pháp, Peru, và có thể cả Bolivia.
Môi trường sống tự nhiên của chúng là rừng ẩm vùng đất thấp nhiệt đới hoặc cận nhiệt đới, đầm nước nhiệt đới hoặc cận nhiệt đới, sông ngòi, và đầm nước ngọt.